# Dipartimento di Iguazú
Iguazú è un dipartimento situato nel nord-est della provincia argentina di Misiones.
Confina con i dipartimenti di Eldorado e General Manuel Belgrano, oltre che con le nazioni del Paraguay e del Brasile, ponendosi così nella cosiddetta "tripla frontiera".
Il dipartimento ha un'estensione superficiale di 2.736 km², che è equivalente al 9,21 % del totale della provincia. La sua popolazione è di 82.227 abitanti, secondo il censimento INDEC del 2010, con un aumento del 23% rispetto al censimento del 2001.